# Hans Jacob Faber (Politiker, 1665)

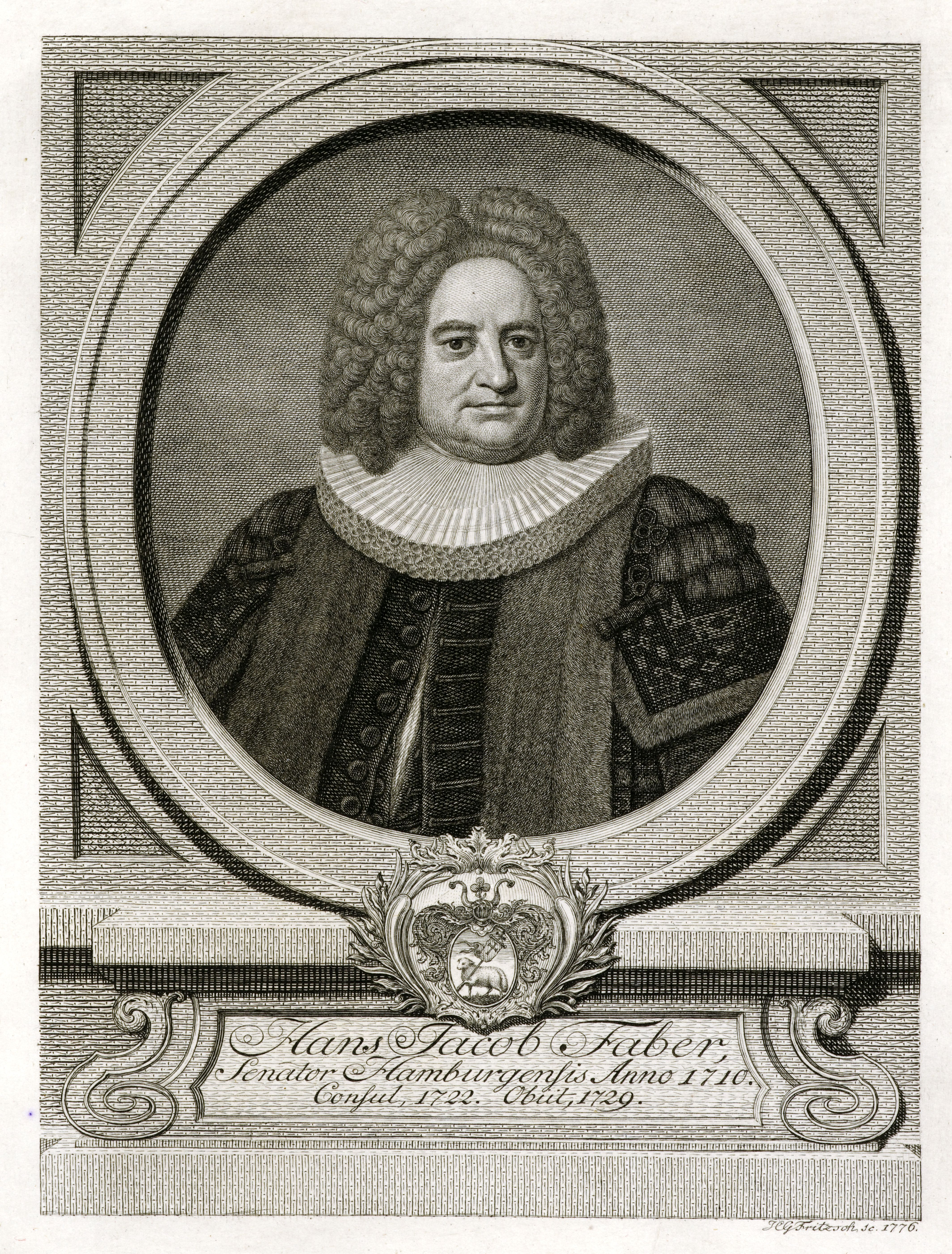
Hans Jacob Faber, Kupferstich von Johann Christian Gottfried Fritzsch (1776)

Hans Jacob Faber (* 18. Februar 1665 in Schwerin; † 15. November 1729 in Hamburg) war ein deutscher Politiker und Hamburger Bürgermeister.

## Leben und Wirken
Johann Jacob Faber war ein Sohn von Gottfried Faber und dessen Ehefrau Gertrud, geb. Trapp. Er besuchte die Schule in Rostock, ging dann nach Hamburg und betrieb Handel. Frau und Kinder seiner ersten Ehe starben früh. Im September 1700 heiratete Faber Maria Stockfleth, eine Tochter des Kaufmanns Martin Stockfleth und dessen Ehefrau Elisabeth, geb. Collin. 1710 wurde er in den Senat gewählt und am 8. Juli 1722 wurde er Bürgermeister von Hamburg. Fabers Schwager Daniel Stockfleth wurde dessen Nachfolger im Bürgermeisteramt.
Fabers jüngster Sohn Johannes Jacob Faber (1716–1800) wurde Jurist und Syndikus von Hamburg.
Faber förderte u. a. den Musiker und Komponisten Carl Philipp Emanuel Bach.